# 伊壁琴尼环形山
伊壁琴尼环形山（Epigenes）是位于月球正面北极附近的一座大型古陨坑，约形成于39.2-38.5亿年前的酒海纪，其名称取自古希腊拜占庭占星术士伊壁琴尼（Epigenes，约公元前200年），1935年被国际天文学联合会正式批准接受。

## 描述

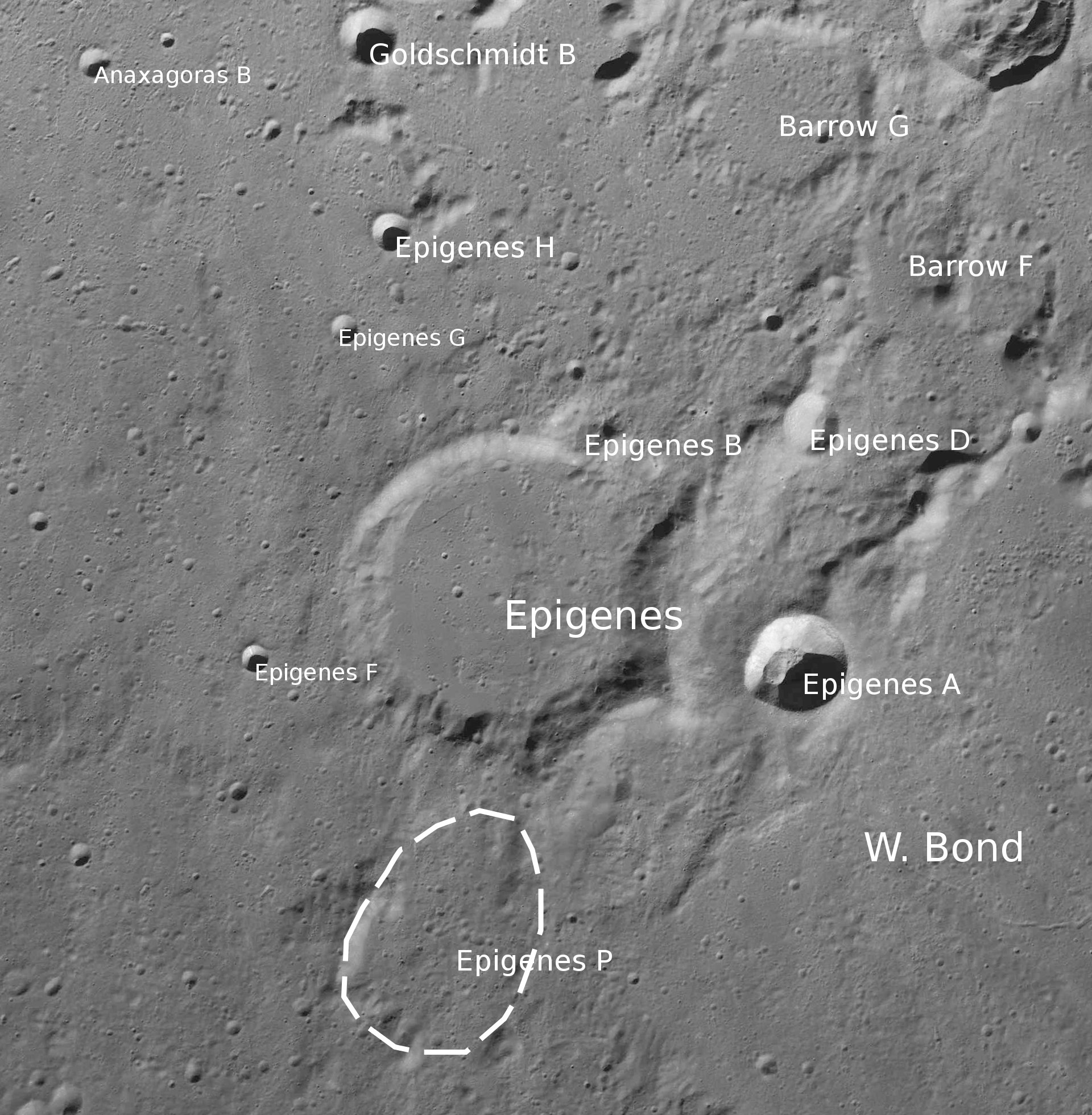
伊壁琴尼环形山的周边，月球勘测轨道飞行器拍摄。

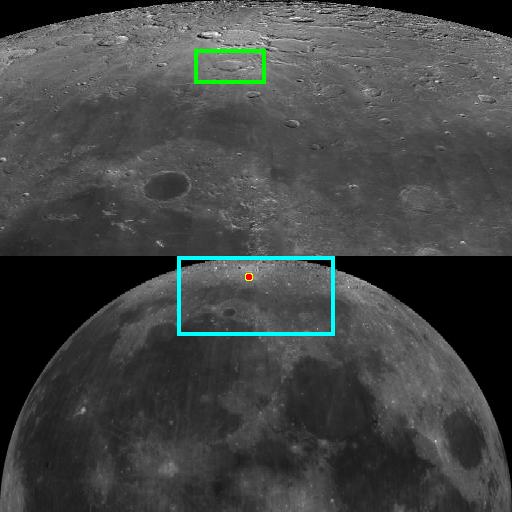
伊壁琴尼环形山在月球上的位置

该陨坑位于冷海以北的山地区，北面是更大的戈尔德施米特环形山、东北坐落了古老的巴罗环形山、巨大的威·邦德环形山位于它的东侧，西南则是已损毁的伯明翰环形山。该陨坑中心月面坐标为67°30′N 4°36′W / 67.5°N 4.6°W，直径54.51公里，深度约2.41公里。
伊壁琴尼环形山拥有明亮的射纹系统，在阳光低照下清晰可见，从地球看，由于受透视作用影响，其形状呈椭圆形。该陨坑地貌外观反差极大，其中北部和西北侧坑壁保存完好，受磨损度较轻，但其余部分，尤其是东部和东南侧则已严重损毁。东北侧壁上覆盖了直径11公里的卫星坑伊壁琴尼 B，东侧坑壁连接了一道伸向巴罗环形山的山脊。该环形山坑壁最大高出周边地形1160米，内部容积约2443立方千米。坑内西半部坑底平坦且几乎无其它可见地貌结构，但其余部分地表则略微隆起，可能覆盖了卫星坑伊壁琴尼 B形成时抛射的喷发物或熔岩流。坑内中央峰不太显眼，峰高约450米。

## 卫星陨石坑
按惯例，最靠近伊壁琴尼环形山的卫星坑将在月图上以字母标注在它的中心点旁边。
| 伊壁琴尼 | 纬度    | 经度   | 直径    |
| -------- | ------- | ------ | ------- |
| A        | 66.9° N | 0.3° W | 18 公里 |
| B        | 68.3° N | 3.1° W | 11 公里 |
| D        | 68.3° N | 0.3° E | 10 公里 |
| F        | 67.1° N | 8.1° W | 5 公里  |
| G        | 68.9° N | 7.0° W | 5 公里  |
| H        | 69.4° N | 6.4° W | 7 公里  |
| P        | 65.4° N | 5.4° W | 33 公里 |

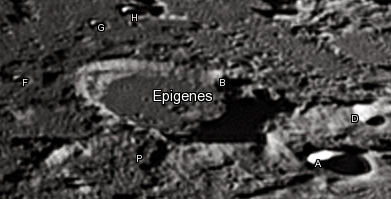
卫星坑图

卫星坑伊壁琴尼 A可被用作确定月球子午线位置的参照依据。

## 参引资料
1. 1 2  .   [2017-02-22]. （原始内容存档于2018-05-30）.
2. ↑   (PDF).   [2017-02-22]. （原始内容存档 (PDF)于2013-02-20）.
3. ↑  .   [2017-02-22]. （原始内容存档于2015-12-27）.
4. 1 2 3  Lunar Impact Crater Database

## 另请参阅
- Andersson, L. E.; Whitaker, E. A. . NASA RP-1097. 1982.
- Blue, Jennifer. . USGS. July 25, 2007  [2007-08-05]. （原始内容存档于2015-05-26）.
- Bussey, B.; Spudis, P. . New York: Cambridge University Press. 2004. ISBN 978-0-521-81528-4.
- Cocks, Elijah E.; Cocks, Josiah C. . Tudor Publishers. 1995. ISBN 978-0-936389-27-1.
- McDowell, Jonathan. . Jonathan's Space Report. July 15, 2007  [2007-10-24]. （原始内容存档于2015-01-12）.
- Menzel, D. H.; Minnaert, M.; Levin, B.; Dollfus, A.; Bell, B. . Space Science Reviews. 1971, 12 (2): 136–186. Bibcode:1971SSRv...12..136M. doi:10.1007/BF00171763.
- Moore, Patrick. . Sterling Publishing Co. 2001. ISBN 978-0-304-35469-6.
- Price, Fred W. . Cambridge University Press. 1988. ISBN 978-0-521-33500-3.
- Rükl, Antonín. . Kalmbach Books. 1990. ISBN 978-0-913135-17-4.
- Webb, Rev. T. W.  6th revised. Dover. 1962. ISBN 978-0-486-20917-3.
- Whitaker, Ewen A. . Cambridge University Press. 1999. ISBN 978-0-521-62248-6.
- Wlasuk, Peter T. . Springer. 2000. ISBN 978-1-85233-193-1.